# Island
För andra betydelser, se Island (olika betydelser).
Island (isländska: Ísland; [ˈislant] ( lyssna)) är en europeisk republik som omfattar ön med samma namn samt tillhörande mindre öar. Island ligger i norra Atlanten mellan Grönland och Färöarna, precis söder om norra polcirkeln (förutom ön Grímsey). Trots detta läge har landet ett mildare vinterklimat än norra Sverige eftersom milda vattenströmmar förs förbi ön av nordatlantiska driften. Dock kan somrarna vara ganska kyliga och ha mycket nederbörd. Islands huvudstad, liksom landets största stad är Reykjavík.
Island hade den 1 januari 2022 en befolkning på 376 248 och är, med en area på 102 775 km², det geografiskt 17:e största landet i Europa, något större än Ungern. Trots att landet har en förhållandevis stor yta, i jämförelse med andra europeiska länder, är Island det europeiska land som har lägst befolkningstäthet, med omkring 3 invånare per kvadratkilometer.
Enligt Landnamnsboken inleddes bosättningen av Island under 800-talet. Under de följande århundradena emigrerade norrmän, och andra skandinaver om än i mindre utsträckning, till Island. De flesta boende härstammar i dag från skandinaviska och gaeliska bosättare. På senare år har dock polacker och andra invandrargrupper etablerat sig, vilket befäst en allt mer internationell prägel.
Island betraktas allmänt som världens äldsta ännu aktiva demokrati. Det isländska parlamentet Alltinget har sina rötter i det ting som hölls år 930 i Tingvalla.
Island hade 2006 världens högsta levnadsstandard med ett Human Development Index på 0,968, men har sjunkit i rankningen sedan finanskrisen 2008 och hamnade 2011 på plats 16. År 2021 hamnade Island på tredje plats.

## Historia
I isländsk tradition berättas att iriska eremiter, paper, redan på 700-talet hade tillfälliga bosättningar på Island, men det saknas arkeologiska bevis för det. I mitten av 800-talet kom färingen Naddodd och svensken Gardar Svavarsson till Island. Den senare var son till Svavar den svenske som ägde gods på Själland. Gardar uppges ha varit den som först nådde den isländska ostkusten. Han seglade runt ön och övervintrade där. Sommaren därefter, vid ankomsten till Norge, prisade han ön: "härefter blev landet kallat Gardarsholm, och det var på den tiden skogbevuxet mellan fjäll och strand".
Vikingen Floke Vilgerdarson från Rogaland sägs vara den som namngav Island och den som först odlade upp ett stycke mark, dock utan framgång. Efter honom kom två norska fosterbröder vid namn Ingolf Arnarson och Hjörleif till ön. De var ifrån Fjaler i Sunnfjord och lämnade Norge omkring år 870 med två skepp fullastade med folk, husgeråd och boskap. Vid åsynen av Island vräkte Ingolf sina högsätesstolpar överbord för att låta gudarna anvisa lämpligt boställe. Dessa hittades efter tre år vid platsen där han byggde sin gård, som gavs namnet Reykjavík, Rökviken, efter sina heta, rykande källor. Då var Hjörleif redan död, ihjälslagen av sina trälar. Ingolf var den förste som bosatte sig permanent på Island.
Ön koloniserades därefter i snabb takt av norska invandrare, främst stormän som emigrerade från Norge, när kung Harald Hårfager enade Norge och gjorde sig till ensam härskare genom det stora sjöslaget vid Hafrsfjord år 872. Norge och Island bildade 1262 en union.
Sedan Norge hade ingått union med Sverige efter freden i Kiel förblev Island, med Grönland och Färöarna, danska. 1903 inleddes ett självstyre med egen regering. År 1918 fick Island självständighet, fortfarande i union med Danmark, som konungariket Island (Konungsríkið Ísland). Detta innebar bland annat att Danmark skötte Islands utrikespolitik, medan Island hade självstyre i det mesta och hade gemensam konung (personalunion) med Danmark.
Inför andra världskriget var Island, liksom Danmark, i princip neutralt, men i och med den tyska ockupationen av Danmark den 9 april 1940 övertog den isländska regeringen Islands utrikespolitik och alla landets övriga uppgifter som hittills skötts av den danske kungen och den danska regeringen. En månad senare invaderade och ockuperade Storbritannien Island och kränkte därmed isländsk neutralitet. 1941 tog USA över ockupationen av landet. 1941 utsågs Sveinn Björnsson till Islands riksföreståndare och ersatte därmed den danske kungen som regent.

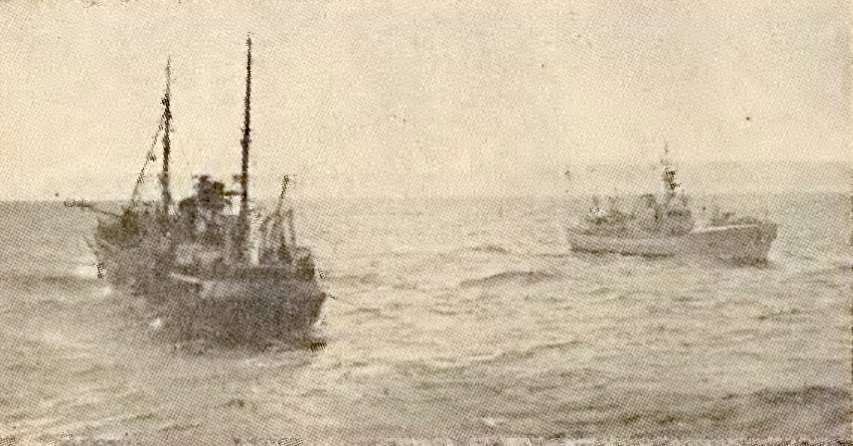
Det brittiska örlogsfartyget Coventry City och den isländska patrullbåten Albert utanför Västfjordarna

Den 31 december 1943 upphörde den dansk-isländska förbundslagen. Den instabila situationen mitt under ett världskrig gav upphov till diskussionen om Island skulle klippa de sista banden till Danmark, och från den 20 maj 1944 och fyra dagar senare hölls en folkomröstning i denna fråga. Omröstningen hade två frågor: Om personunionen med Danmark skulle avskaffas och i så fall om monarkin skulle bevaras eller ersättas av en republik. Resultatet gav en överväldigande majoritet på över 98 % för både avskaffandet av monarkin och införandet av republiken. Island proklamerades formellt som republik från den 17 juni 1944 med Sveinn Björnsson som landets första president.
Från 1952 och framåt har landet utökat sin fiskegräns från 3 till nuvarande 200 nautiska mil; år 1958 (12 nautiska mil), 1972 (50 nautiska mil) och 1975–1976 (200 nautiska mil). Detta ledde till konflikter med Storbritannien, vilka kulminerade med de så kallade torskkrigen som pågick mellan 1958 och 1976.  Britterna accepterade inte den utvidgade fiskegränsen och skickade krigsfartyg (fregatter) för att skydda brittiska trålare. De allvarligaste konfrontationerna skedde när Island utökade sin ekonomiska zon till 200 sjömil utanför kusten, vilket gjorde att konflikten blossade upp igen 1975–1976. Den isländska kustbevakningen ingrep mot brittiska trålare och klippte med hjälp av specialbyggda båtar helt sonika av trålarna för dem. Mot den isländska kustbevakningen ställde den brittiska flottan upp 22 fregatter. Det förekom incidenter mellan isländska kustbevakningsfartyg och brittiska fregatter. Konflikten löstes när den isländska regeringen hotade med gå ur Nato och att stänga den amerikanska flygbasen i Keflavík. Storbritannien gick med på att efter den 1 december 1976 inte fiska inom det tidigare omtvistade området. Tursamt nog dog bara 2 personer under konflikten.

## Geografi

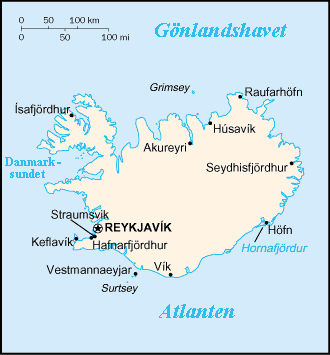
Karta över Island (en detaljerad karta återfinns här).

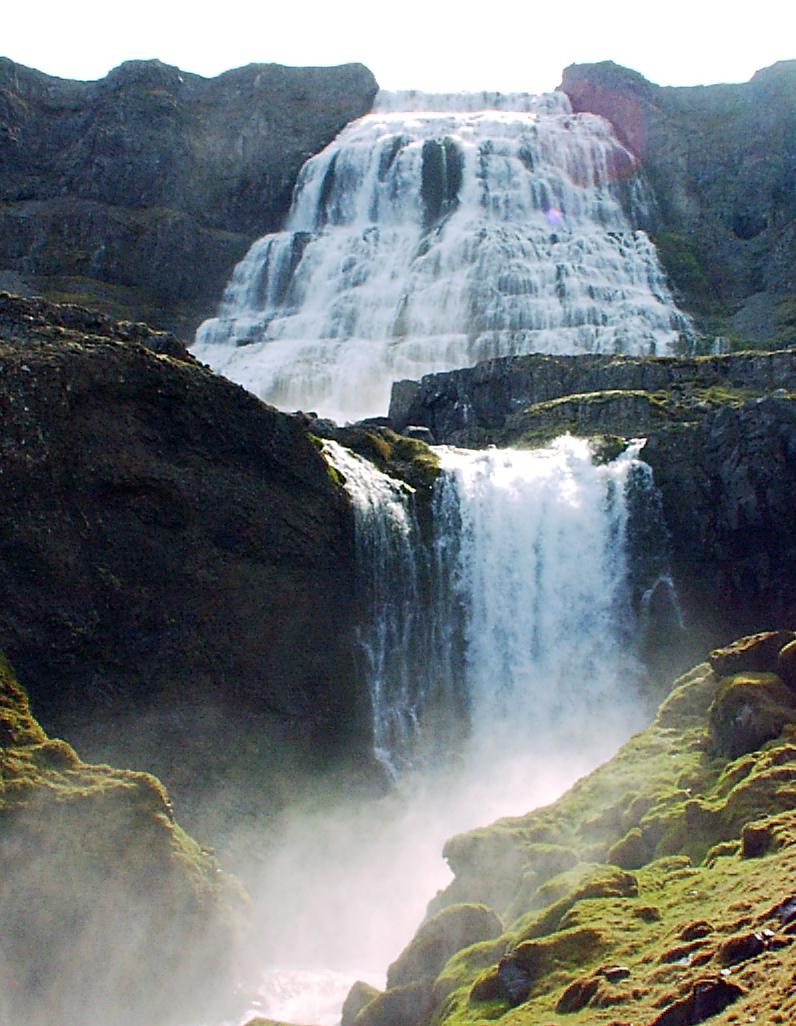
Vattenfallet Dynjandi i regionen Västfjordarna på nordvästra Island.

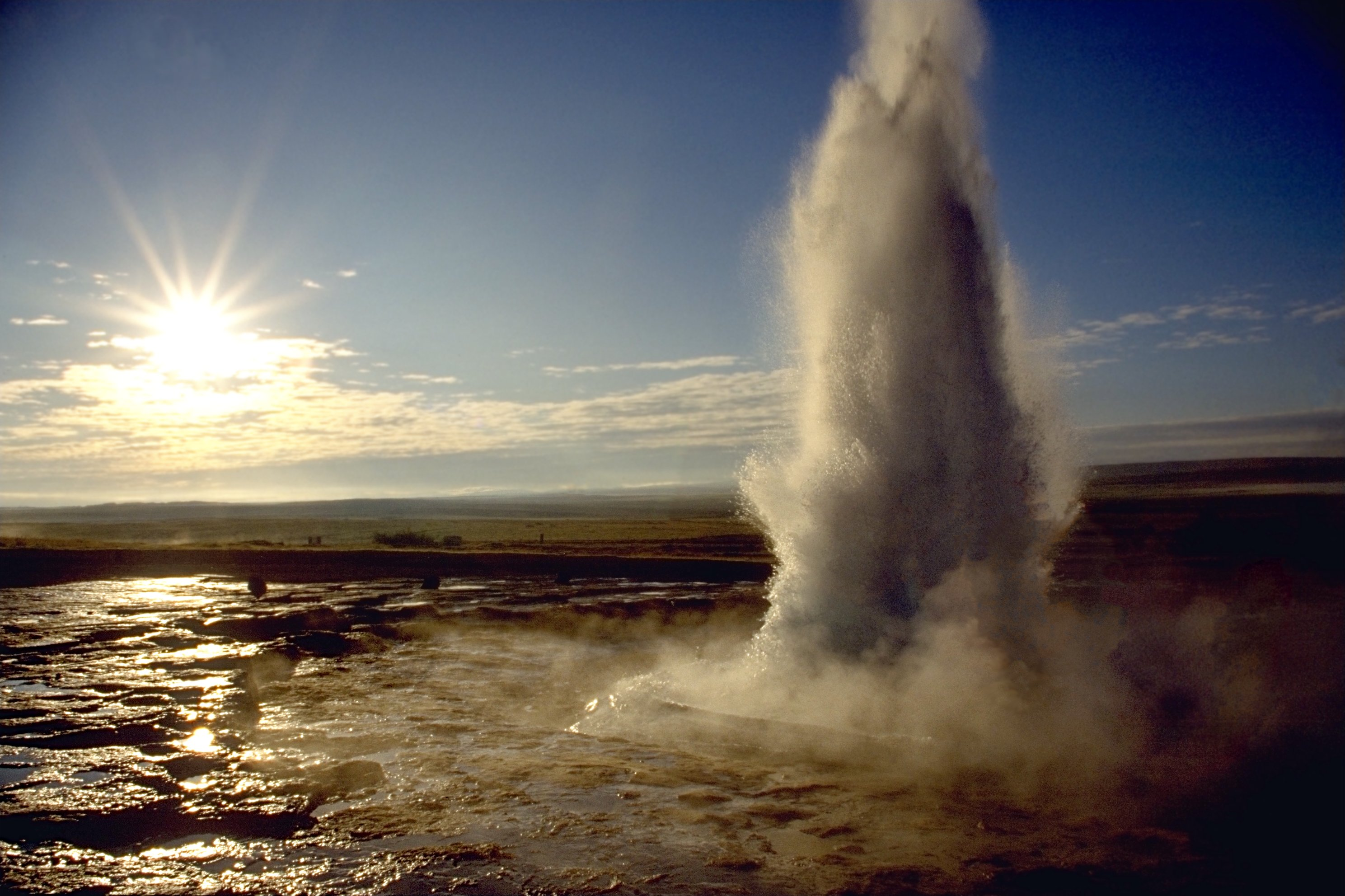
Gejsern Strokkur.

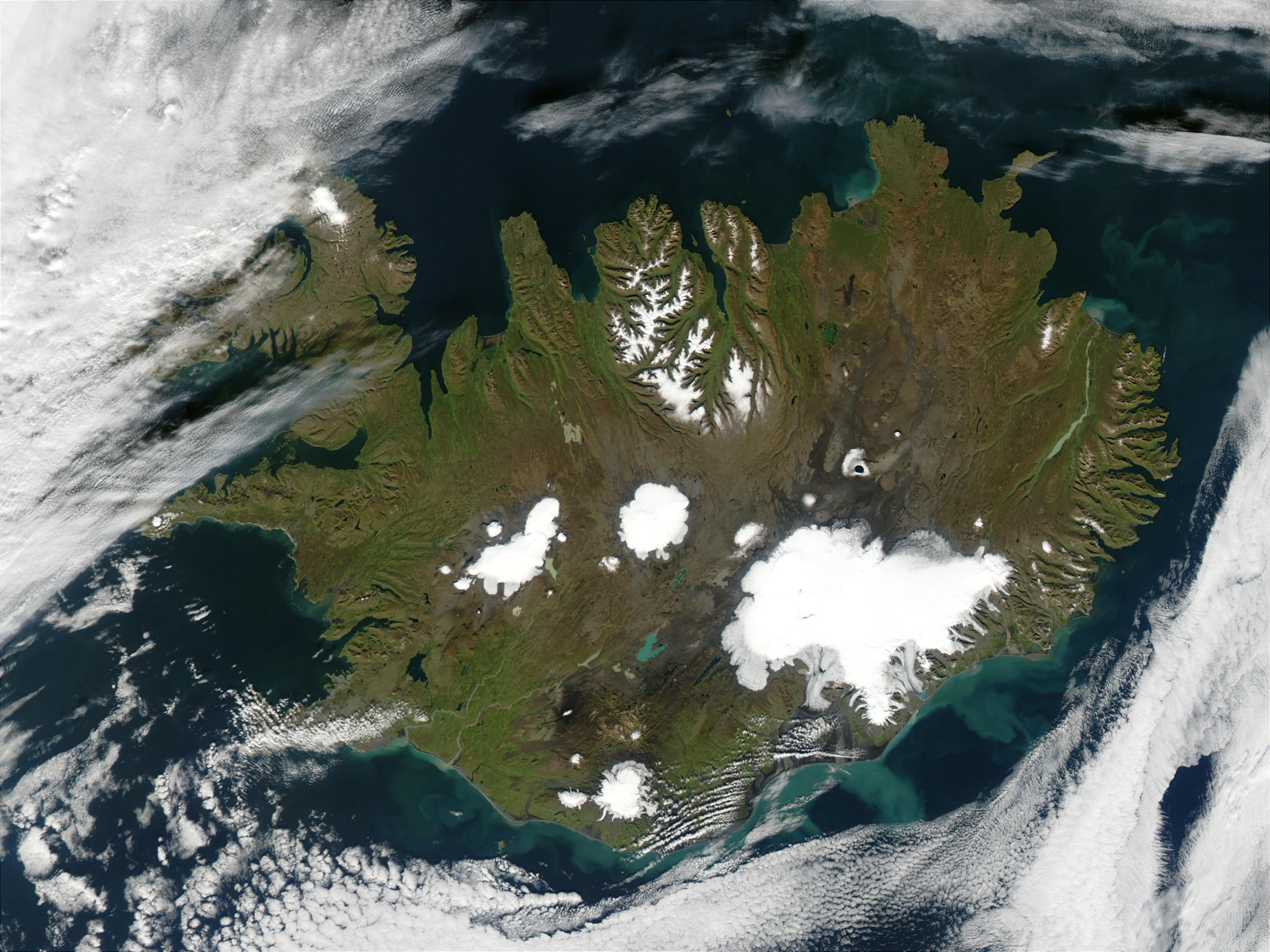
Satellitfoto över Island.

### Topografi och hydrografi
Island är en öbildning genom vulkanism och detta präglar landets geologiska karaktär. Naturen på Island anses vara mycket vacker och lockar många turister. Det finns även vulkaner på Island och en av de kända är Hekla med en höjd över havet på 1 491 meter.
Den södra delen av kusten, från sydöstra spetsen Horn eystra till Ölfusás utlopp, bildar en tämligen reguljär båge, eftersom här har bildats en sandslätt av avlagringarna från floderna från Vatnajökull, som är Islands, och Europas, största glaciär. Här finns bland annat få mera framspringande uddar och utan andra inskärningar än de ofta vid flodmynningarna bildade strandsjöarna (lón), som skils från havet av smala sand- och grusrev.
På västra kusten är fjordbildningen däremot stor; här ligger de två stora bukterna Faxaflói och Breiðafjörður. De ligger mellan de tre halvöarna Reykjanes, Snæfellsnes och den stora triangelformiga halvön i nordväst, kallad Västlandet (på isländska Vestfirðir, alltså västfjordarna), vars västpunkt är Bjargtangar. Den sistnämnda halvön består av en mängd vikar, varav den största är Jökulfirðir.
Från norra kusten går fjordarna Húnaflói, Skagafjörður och Eyjafjörður inåt land liksom de öppna vikarna Skjálfandi, Axarfjörður och Þistilfjörður, varemellan halvön Melrakkaslétta med Islands nordligaste udde Hraunhafnartangi skjuter fram. Þistilfjörður begränsas i öster av den smala halvön Langanes, som bildar Islands nordostliga, långt utlöpande näs (se även Islands ytterpunkter).
Östra kustens fjordar är många, men mindre än vid den västra kusten. Med undantag av sydkusten, som till största delen är jämn och sandig, är Islands stränder i allmänhet branta, med en mängd höga brådstupande uddar och långa, vågräta och i terrasser uppstigande fjällmurar.
Flera jämförelsevis små öar samt en mängd holmar och skär omger kusterna. Bland öarna finner man Västmannaöarna vid sydkusten (isländska Vestmannaeyjar), varav endast en ö, Hemön, är bebodd. Vidare finns Viðey i Faxaflói, de många öarna i Breiðafjörður (bland dem Flatey), Drangey och Málmey i Skagafjörður, Hrísey i Eyjafjörður samt, utanför Skjálfandi, norr om polcirkeln, Grímsey.

### Klimat
Islands klimat påverkas i stor utsträckning av de havsströmmar som omger ön. Havets temperatur omkring landet påverkas av en gren av Golfströmmen, Irmingerströmmen från sydväst, som värmer upp vattnet. Den längs Grönland löpande polarströmmen tillför ön däremot stundom stora ismassor, som kan ligga kvar på norra kusten långt fram på sommaren. Ostkusten berörs av en annan, nordostlig polarström. De olika strömmarna i förening med ebb och flod åstadkommer våldsamma strömvirvlar (raustir, plural av raust, "röst") utanför de mera framspringande uddarna, som jämte isdriften och fruktansvärda stormar kan göra seglatsen kring Island farlig.
Klimatet varierar mellan olika delar av Island, generellt är sydkusten varmare, blötare och blåsigare än den nordliga delen av landet. Det centrala höglandet är den kallaste delen av Island. Lågliggande inlandsområden i norr är de torraste regionerna. Snöfall på vintern är vanligare i norr än i söder.
Islands värmerekord är 30,5 °C, och uppmättes den 22 juni 1939 i Teigarhorn på sydöstkusten. Islands köldrekord är -38 °C och uppmättes den 22 januari 1918 i Grímsstaðir och Möðrudalur på nordöstra Island. Värmerekordet för Reykjavík är 26,2 °C, och uppmättes den 30 juli 2008. Köldrekordet för Reykjavík är -24,5 °C, och uppmättes den 21 januari 1918.

### Växt- och djurliv
Det finns omkring 1 300 kända insektsarter på Island, vilket är ett ganska lågt tal jämfört med andra länder (över en miljon arter har upptäckts världen över). När det gäller däggdjur är emellertid artfattigdomen påfallande. De flesta ordningar saknas mer eller mindre helt, som insektsätare, fladdermöss, hardjur och partåiga hovdjur (som svin och hjortdjur; dock med undantag för ren som inplanterades 1771–1787). Det enda inhemska däggdjuret som fanns när människorna kom var fjällräven, som vid den senaste istiden invandrat till Island över det frusna havet. Vid sällsynta tillfällen har fladdermöss färdats till ön på grund av vindarna, men de är inte kapabla att fortplanta sig där. Bland övriga däggdjur märks minken, som är inplanterad. Isbjörnar, drivande med isflak, har tillfälligt iakttagits utanför kusten. Även gnagarna är dåligt representerade, med brunråtta, mindre skogsmus och husmus som enda representanter. Sälar och valar är däremot vanliga; totalt har Island 17 olika valarter. Det finns inga inhemska eller frilevande groddjur eller kräldjur på Island.
Tamdjuren på Island inkluderar islandsfåret, kycklingar, getter, boskap, islandshästar och isländsk fårhund. Island har mycket får, men antalet har minskat. År 2021 var antalet människor större än antalet får.
Många olika fiskarter lever i de havsvatten som omgärdar Island, fiskeindustrin är en stor del av Islands ekonomi och omfattar nästan hälften av landets export.
Lunnefåglar är vanligt förekommande och Island har ett rikt fågelliv med åtminstone 300 arter. Förutom lunnefåglar bygger även labbar och tretåiga måsar bo på havsklipporna.
När ön först befolkades blev den snudd på skövlad. I boken Íslendingabók från sent 1100-tal beskrevs skogen som "nedhuggen från berg till kust". Den permanenta bosättningen av människor störde det isolerade ekosystemet bestående av tunn, vulkanisk jord och begränsade artrikedomen. Skogarna var under århundraden kraftigt exploaterade för att kunna producera timmer och ved. Avverkningar, klimatförändringar under lilla istiden och överbetning på grund av fåren skapade erosion och en förlust av viktig matjord. I dag har många gårdar övergetts och tre fjärdedelar av Islands hundratusen kvadratkilometer stora landyta har påverkats av markerosion, av dessa är 18 000 kvadratkilometer så pass skadade att de anses vara obrukbara. Endast ett fåtal björkar existerar nu i skyddade områden. Plantering av ny skog har ökat mängden träd, men det går inte att jämföra med de ursprungliga skogarna.

## Styre och politik

### Författning och styre
Island är en republik enligt författningen av år 1944: Stjórnarskrá lýðveldisins Íslands, ungefär på svenska "republiken Islands regeringsform". I konstitutionell praxis har parlamentarism utvecklats, även om det inte framgår av författningens bokstav.
Presidenten (isländska: forseti), som är landets statschef, väljs enligt författningens § 3 och § 5 genom direkta allmänna val vart fjärde år i juni eller juli genom majoritetsval. I detta val blir den vald som får de flesta rösterna, så kallad relativ majoritet (alltså är inte absolut majoritet nödvändig som i till exempel Frankrikes presidentval) (§ 3 och § 5). Valbara är isländska medborgare över 35 år som har minst 1 500 andra röstberättigade (myndiga) islänningar bakom sig som kandidat (§ 5). Det händer att en sittande president blir omvald eftersom inga motkandidater har kunnat eller velat ställa upp före ett visst datum, varvid presidentval inte behöver hållas det året (§ 5). Sittande presidenter brukar dessutom väljas om med mer eller mindre stor majoritet och det finns heller ingen begränsning av antalet gånger en president kan väljas om som i till exempel USA, Frankrike och Finland.

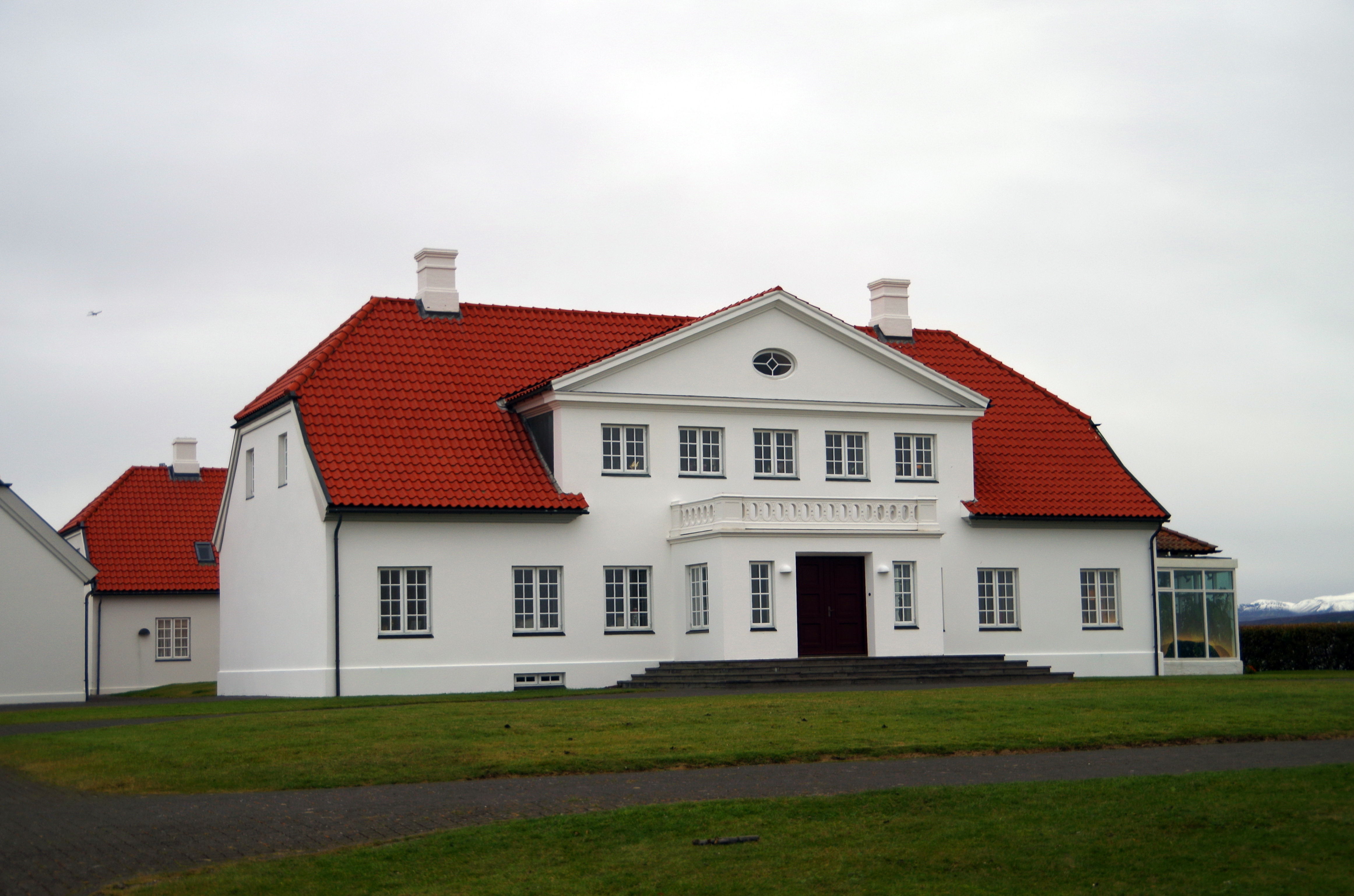
Bessastaðir, presidentens officiella bostad.

Presidentens mandatperiod börjar sedan den 1 augusti och slutar den 31 juli fyra år därefter (§ 6). Avgår eller dör presidenten innan mandatperioden är slut, skall enligt författningens § 7 en ny president utses, vars mandatperiod tar slut 31 juli det fjärde året efter detta val. Innan presidenten är utsedd tillsätts enligt § 8 ett interimsråd med tre personer: 1. Alltingets talman, 2. statsministern och 3. Högsta domstolens ordförande. Rådet utövar presidentens befogenheter till dess presidenten tillträder. Talmannen leder och är ordförande i detta råd. Detsamma gäller om presidenten är förhindrad, sjuk eller dylikt. På tillträdesdagen avlägger presidenten ed eller försäkran på att hålla författningen (§ 10). Presidenten skall enligt § 12 bo "i Reykjavík eller dess närhet" í Reykjavík eða nágrenni, och presidentens officiella residens är Bessastaðir, en anrik och stor gård som ligger strax utanför Reykjavík.
Presidenten har formellt sett relativt starka maktbefogenheter. Han/hon stadfäster den lagstiftande församlingen Alltingets lagförslag, vilka senast två veckor efter beslutet i alltinget skall läggas fram för presidenten (§ 26 och § 2). Däremot har presidenten inte vetorätt, men kan när han/hon inte samtycker till ett lagförslag besluta om folkomröstning om förslaget (§ 26), vilket inte i praktiken har skett så ofta. Presidenten utser och avskedar formellt också regeringen och bestämmer om ministrarnas antal (§ 15), sammankallar alltinget och öppnar årligen det lagtima alltinget (§ 22), ajournerar (högst en gång årligen) samt upplöser alltinget och utlyser nyval (§ 23 och § 24). Vidare utnämner presidenten vissa i lag omnämnda ämbetsmän och sändebud (§ 20) och beslutar i en del andra viktiga regeringsärenden, till exempel när det gäller överenskommelser med andra stater med flera i utrikespolitiken, vilka skall godkännas av alltinget om överenskommelserna berör viktiga nationella intressen (§ 21), benådning, dispenser med mera.
I praktiken har presidenten, delvis på grund av medvetna författningsregler som inskränker hans/hennes makt, mest representativa funktioner, och flera isländska statschefer har varit verksamma inom kulturområdet före ämbetsmannautövningen, till exempel var president Vigdís Finnbogadóttir tidigare teaterchef. Inskränkningar av presidentens makt är att statsministern och ministrarna bereder och kontrasignerar presidentens beslut, att alltingets lagar endast kan avvisas genom folkomröstning, liksom i viss mån också att presidenten kan avsättas genom en folkomröstning, beslutad av en kvalificerad majoritet i alltinget.

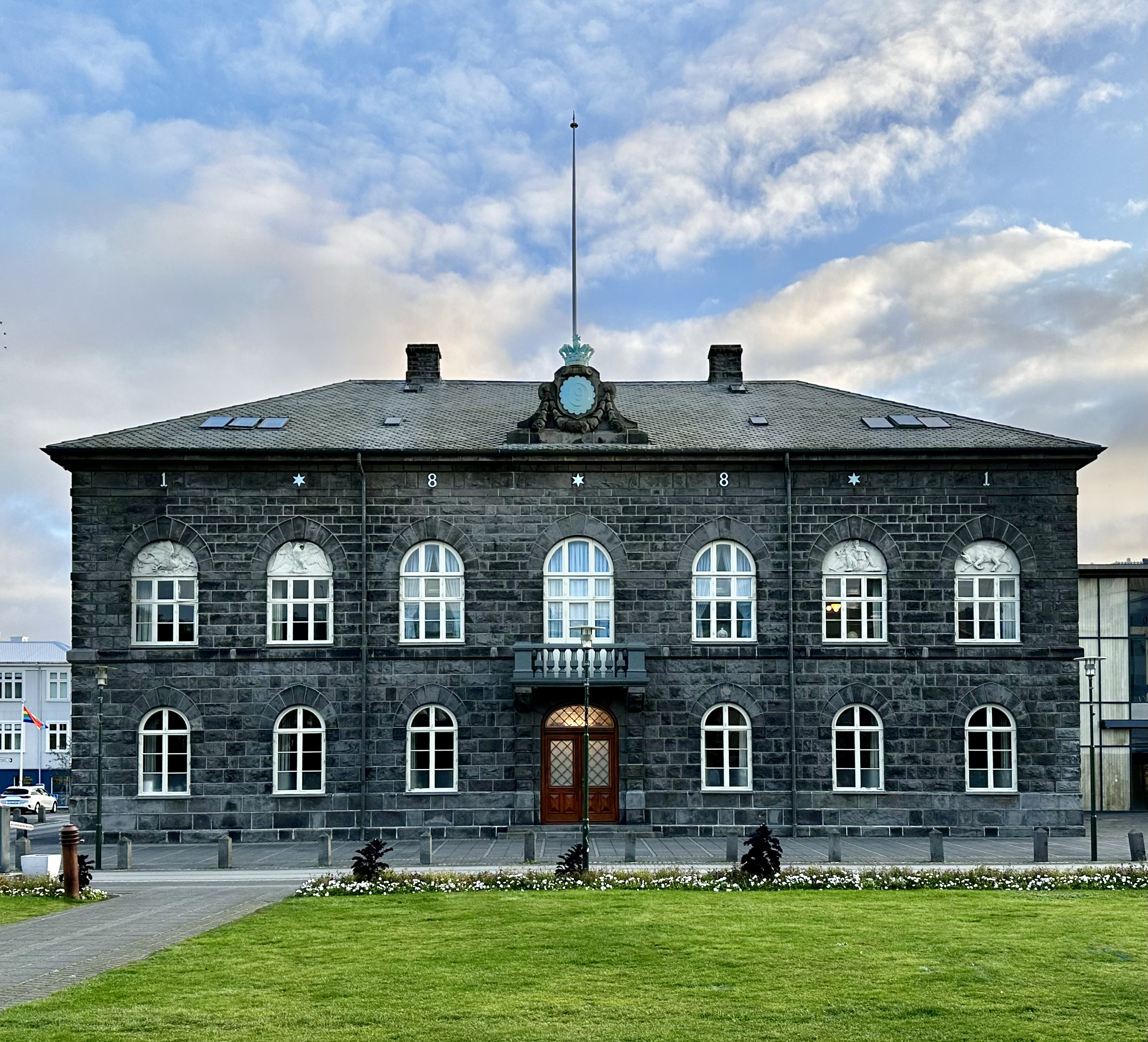
Alltingshuset i Reykjavík.

Det isländska parlamentet Alltinget (Alþing eller Alþingi) har sina rötter i det vikingatida tinget som bildades år 930 och hölls i Tingvalla (Þingvellir). Tinget har 63 ledamöter som väljs genom allmänna proportionella val vart fjärde år (§ 31) och presidenten kan utlysa nyval dessförinnan (se ovan). Valet sker för närvarande, sedan 2003, i sex (tidigare åtta) valkretsar (se Islands valkretsar) och uddatalsmetoden tillämpas vid fördelningen av platserna. Minst åtta platser ska vara utjämningsmandat (§ 31). Rösträttsåldern är 18 år (§ 33).

### Administrativ indelning
Island är indelat i 98 kommuner, 23 sýslur (län) och 8 regioner. För närvarande finns sedan 2003 sex olika valkretsar.

### Politik
Under efterkrigstiden har liberalkonservativa Sjálfstæðisflokkurinn (Självständighetspartiet) dominerat den isländska politiken. Övriga partier är bland annat socialdemokratiska Samfylkingin (Enhetsfronten), liberala Framsóknarflokkurinn (Framstegspartiet), socialistiska Vinstrihreyfingin - grænt framboð (Vänsterpartiet - de gröna) och socialliberala Frjálslyndi flokkurinn (Liberala partiet).
24 november 2012 startade partiet Píratar (Piratpartiet). I mars 2015 fick partiet 23,9 procent av väljarsympatierna i den månatliga opinionsundersökning av Islands opinionsinstitut MMR, vilket är högre än något annat parti.

### Internationella relationer
Island är, jämte främst Norge och Schweiz, ett av få västeuropeiska länder som inte ingår i EU. Politikerna har varit skeptiska mot medlemskap, i synnerhet eftersom de har velat behålla en självständig fiskepolitik. I stället har Island ingått i frihandelsorganisationen EFTA och senare även i den inre marknaden, Europeiska ekonomiska samarbetsområdet (EES).
I samband med finanskrisen som påbörjades under andra halvan av 2008 ändrades inställningen till ett isländskt EU-medlemskap markant, både hos folket och politikerna. Den isländska kronan förlorade kraftigt i värde, vilket ökade stödet för att införa euron på ön. Finanskrisen medförde också att den dåvarande regeringen, ledd av Självständighetspartiet, tvingades att avgå. Efter ett nyval i april 2009 tillträdde en ny regering, ledd av Enhetsfronten och Vänsterpartiet – de gröna under statsminister Jóhanna Sigurðardóttir. Sigurðardóttir hade under valrörelsen lovat att leda Island in i EU och införa euron så snart som möjligt. Regeringen lade fram ett förslag om att ansöka om EU-medlemskap. Detta godkändes efter en fem dagar lång debatt av det isländska parlamentet, alltinget, med röstsiffrorna 33 för, 28 emot och 2 nedlagda röster. Islands regering ansökte om EU-medlemskap den 17 juli 2009.

### Försvar

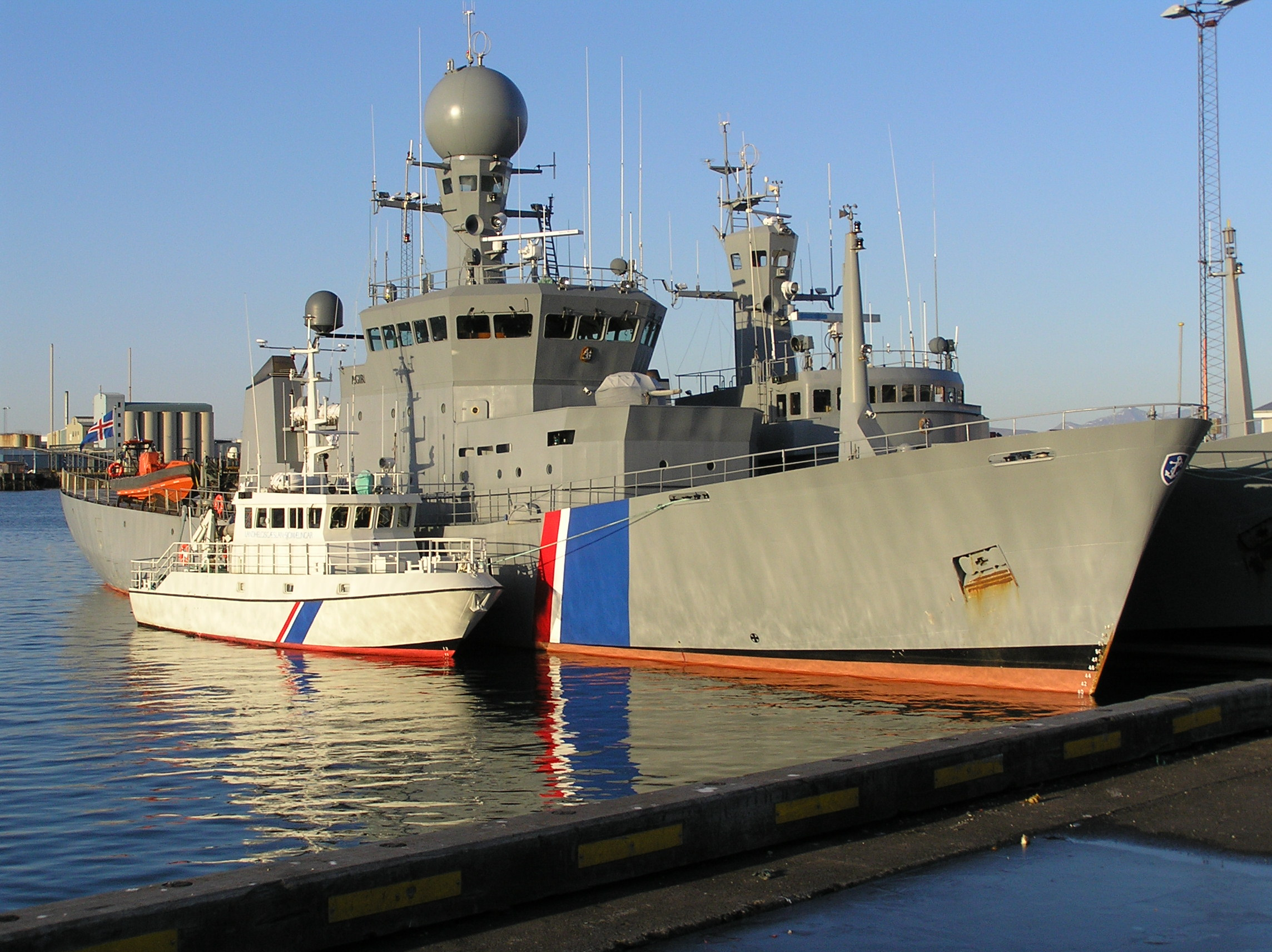
Isländska kustbevakningsfartyg.

Island har ingen egen försvarsmakt. Landets strategiskt viktiga läge gav det dock en nyckelposition under det kalla kriget. Island var ett av de länder som var med och bildade Nato 1949. Rättigheten att ha en militärbas förlagd på Island var då den viktigaste förhandlingsfrågan. Den löstes genom ett bilateralt avtal mellan Island och USA 1951, där USA mot rättigheten till en militärbas i Keflavík lovade att bekosta militärbasen, bygga en internationell flygplats i anslutning därtill och samtidigt ansvara för Islands militära säkerhet. Försvarsavtalet har förnyats vart femte år och kan inte sägas upp unilateralt.
Den 8 september 2006 lades United States Naval Air Station Keflavik (NASKEF) ned och anläggningarna började överföras till de isländska myndigheternas kontroll. I oktober 2006 drog USA tillbaka all militär personal från Island, men Islands försvar i krigstid är fortfarande ett Nato-åtagande. I april 2007 undertecknade Island och Norge ett avtal som innebär att Norge ska sörja för övervakning och försvar av Islands luftrum.
USA:s tillbakadragande har lett till att Island i allt högre grad bygger upp egna försvarsresurser. Island har sedan 1920-talet en kustbevakning (Landhelgisgæslan) och den kompletteras sedan 1987 med en luftbevakning (Íslenska Loftvarnarkerfið). Det finns också en välbeväpnad och välutbildad nationell insatsstyrka inom polisen (Sérsveit Ríkislögreglustjóra) vanligen kallad Víkingasveitin, som också har deltagit i internationella operationer i Kosovo och Afghanistan.
Island deltar även med beväpnad och uniformerad personal i internationella fredsbevarande och fredsupprättande operationer genom den isländska fredsstyrkan (Íslenska Friðargæslan). Styrkan utbildas och utrustas av den norska armén och personalen rekryteras bland poliser, kustbevakare och civila specialister. Den högsta tjänstegraden är överste. Styrkan har verkat i Bosnien och Hercegovina, Kosovo, Makedonien, Afghanistan och Sri Lanka. Personalen är enligt folkrätten och Nato att betrakta som soldater, men kallas inte så i Island. Oppositionen har anklagat regeringen för att i smyg skapa en isländsk armé.

## Ekonomi och infrastruktur

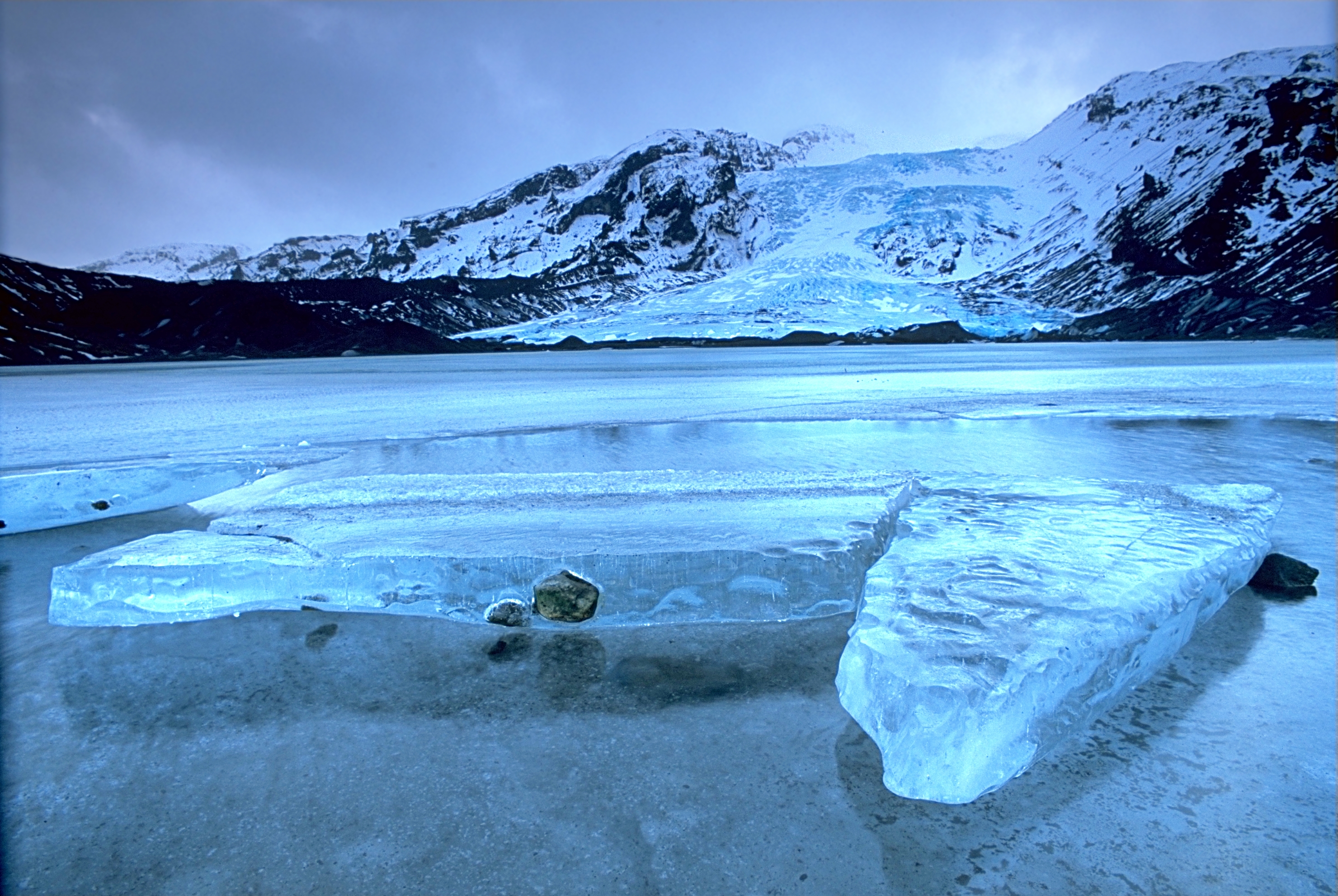
Eyjafjallajökull på södra Island.

Island var under många år världens främsta välfärdsland. 
Men på 1990-talet genomförde regeringen, med Självständighetspartiet i ledningen, omfattande privatiseringar av isländska företag och banker. Bankerna satsade därefter internationellt och öppnade upp i andra länder och köpte även upp företag i bland annat Storbritannien och Skandinavien. Den ekonomiska tillväxten blomstrade och bankerna fick ihop en omsättning tolv gånger så stor som hela Islands BNP, men dock fick de ihop en lika stor utlandskuld. När finanskrisen slog till hösten 2008 sjönk värdet på den isländska kronan, i och med den stigande inflationen. Ekonomin kraschade och tre banker gick i konkurs, med en ökande arbetslöshet som följd. Staten tog över bankerna Kaupthing, Landsbanki och Glitnir i ett försök att stabilisera ekonomin. Staten garanterade besparingarna för kunder på Island men inte i utlandet. Men statens resurser räckte inte för räddningsaktionen, och Island tvingades att förhandla om krislån från internationella valutafonden (IMF). De tog ett lån på 2,1 miljarder dollar, vilket gör Island till det första nordiska land att ta ett lån i det omfånget. Men för att få ett lån tvingades Island ge efter för krav från Storbritannien och Nederländerna om kompensation för de sparare som förlorat sina pengar när internetbanken Icesave gick i konkurs, vilket ansträngde den isländska ekonomin ytterligare, och arbetslösheten steg ännu mer.
I nyvalet i april 2009 gjorde det företagsvänliga Självständighetspartiet, som hade haft makten i 20 år sitt sämsta val någonsin. De hölls ansvariga för krisen och straffades för det. Alliansen och Vänstern-De gröna fick tillsammans majoritet i alltinget. Socialdemokraten Jóhanna Sigurðardóttir blev statsminister och vänsterns ledare Steingrimur Sigfusson utsågs till finansminister.
Under 2010 stabiliserades ekonomin igen, och efter det har det varit ekonomisk tillväxt. Krisen påverkade EU-opinionen i landet och var en orsak till att Island ansökte om ett medlemskap i Europeiska unionen.
Island var tidigare inte för något EU-medlemskap på grund av sin protektionistiska hållning till sin fiskeindustri. Fiskeindustrin bestod fram till år 2000 för 75 procent av exportinkomsten, och de hade kämpat hårt mot andra stater för att få behålla sitt fisketerritorium för sig själva. EU tillåter nämligen alla medlemsländer att fiska i varandras havsterritorier. Men på senare år har fiskeindustrins export sjunkit till 35 procent, i stället har aluminiumproduktionen ökat och blivit allt viktigare. Islands billiga tillgång på energi, i form av geotermisk energi och vattenkraft, har gynnat aluminiumproduktionen, och gjort Island till Europas center för aluminiumtillverkning.
Under de senaste decennierna har utveckling även skett inom den isländska bioteknikindustrin, liksom inom den finansiella sektorn. Även turismen på ön ökar, i och med det stigande intresset för ekoturism och sportfiske i Islands älvar.
Efter finanskrisen 2007 införde Islands regering den 28 november 2008 kapitalkontroller, som hindrade fri rörlighet av kapital in och ut ur landet. Den 14 mars 2017 lyftes kapitalkontrollerna igen.

### Infrastruktur

#### Transporter
Island har ett förhållandevis väl utbyggt vägnät, särskilt med tanke på den låga folktätheten, och det innebär att man kan åka till alla delar av landet. Den viktigaste vägen är väg nr 1, ringvägen som går runt ön längs med kusten och är cirka 130 mil lång.
Det finns officiellt sett inga motorvägar på Island. Landet har helt enkelt inte infört regeln om motorvägar i sina lagar. Det finns dock några sträckor med fyra eller sex filer, med mittremsa och planskilda korsningar, som ser ut som motorvägar. Dessa vägar finns i och i närheten av Reykjavík; inte minst till Keflavíks internationella flygplats.
Island har aldrig haft någon reguljär järnväg; dock har det funnits planer på att bygga en mellan Reykjavík och Keflavik. Lok har endast använts två gånger på Island. Dels under byggandet av Reykjavíks hamn, då ångloket Minør användes (loket finns i dag utställt i hamnen) och dels när det nya kraftverket Kárahnjúkavirkjun på Islands östkust byggdes.
Båtpassagerartrafiken har ganska liten betydelse beroende på väl fungerande vägar. Det finns bilfärjor till vissa öar, och så finns det en färjelinje från Seyðisfjörður på östkusten till Färöarna, Shetlandsöarna, Norge och Danmark (se även Smyril Line). Däremot har båtgodstransporterna stor betydelse, särskilt för export och import.
Flygtrafiken har stor betydelse. För utrikes passagerartrafik är det nästan det enda sättet att resa. Keflavíks internationella flygplats cirka 50 kilometer väster om Reykjavík är flygplatsen för det. Islands största flygbolag är Icelandair som trafikerar både Europa och USA. Island är en stor knutpunkt för transatlantflyg. Även inrikesflyget har stor betydelse.

#### Telefoni
Island har ett väl fungerande telenät. Mobiltelenätet har dock begränsad täckning på landsbygden.

## Befolkning

### Demografi
Den senaste folkräkningen hölls den 31 december 2011 och då utgjorde antalet invånare 315 556, varav antalet män var 158 151 och kvinnor 157 405. Folkräkningen avsåg den folkbokförda befolkningen i landet.

### Religion
58,6 procent av befolkningen tillhör Isländska kyrkan, den evangelisk-lutherska statskyrkan. Dessutom tillhör omkring 4,5 procent av befolkningen fristående lutherska församlingar i Reykjavík och Hafnarfjörður.
3,8 procent tillhör det isländska stiftet av den romersk-katolska kyrkan. Ungefär 2,7 procent av befolkningen tillhör något av ett tjugotal andra kristna trossamfund, som pingströrelsen, trosrörelsen, Frälsningsarmén eller Plymouthbröderna.
Mindre än 1 procent av islänningarna tillhör en icke-kristen rörelse.
Den största av dessa är de asatroende i Íslenska Ásatrúarfélagið, som fått status som registrerat trossamfund med vigsel- och begravningsrätt, men det finns till exempel även Bahá'í-troende i landet. Jehovas vittnen och Mormonkyrkan finns också på Island.

## Kultur
En del av kulturarvet är namnsystemet i vilket förnamnen har störst vikt. En isländsk telefonkatalog är följaktligen sorterad efter förnamn. Efternamnen är vanligen patronymikon eller metronymikon och växlar därmed mellan olika generationer i samma familj. Heterosexuella makar kan enligt detta system inte bära samma efternamn. Släktnamn förekommer dock, men sparsamt.

### Massmedier
Islands största dagstidning är Morgonbladet (Morgunblaðið), som är nära knuten till Självständighetspartiet. Andra dagstidningar är Fréttablaðið, Blaðið och DV.
Majoritetsspråket är isländska.

### Konstarter

#### Musik
Isländsk musik är relaterad till nordisk folkmusik och inkluderar bland annat livfulla folk- och pop-traditioner, den medeltida musikgruppen Voces Thules, de alternativa indierock-banden The Sugarcubes och Of Monsters And Men, jazzfusion-bandet Mezzoforte, sångerskorna Björk och Emilíana Torrini samt postrock-bandet Sigur Rós. Islands nationalsång är Lofsöngur, skriven av Matthías Jochumsson, med musik av Sveinbjörn Sveinbjörnsson.
Traditionell isländsk musik är starkt religiös. Hymner, både religiösa och sekulära, är en särskilt välutvecklad form av musik på grund av knappheten av musikinstrument under stora delar av Islands historia. Isländsk musik moderniserades på 1800-talet då piporgeln togs till ön, följt av tramporgeln. Andra vitala traditioner i isländsk musik är allittererande och rimmande ballader kallade rímur: episka berättelser som oftast framförs a cappella. Den mest kände rímur-poeten under 1800-talet var Sigurður Breiðfjörð och i modern tid anses Steindór Andersen vara den viktigaste rímur-sångaren; han har vid flera tillfällen arbetat med Sigur Rós.
Island har även deltagit i Eurovision Song Contest sedan 1986. Deras nationella uttagning heter Söngvakeppnin där vinnaren får representera Island i Eurovision Song Contest. Island har ännu inte vunnit ESC, men däremot kommit tvåa. 1999 med Selma Björnsdóttir och 2009 med Yohanna. År 2021 kom Island på fjärde plats med bidraget "10 Years" framfört av gruppen Daði og Gagnamagnið.

#### Dator- och TV-spel
Av de företag som har ett inflytande på kulturen kan nämnas CCP Games som bland annat gör spelet EVE online och CAOZ(is) som gör animerad film.

### Traditioner

#### Helgdagar och högtider
| - Nyårsdagen - Islands nationaldag - Annandag pingst - Pingst - julafton - Boxing Day - juldagen - nyårsafton - Kristi himmelsfärdsdag - Första sommardagen - Skärtorsdagen - Palmsöndagen - Fyrsti Maí - Långfredagen - Annandag påsk - påsk - Frídagur verslunarmanna Denna lista hämtas från Wikidata. Informationen kan ändras där. |

Fasta datum för helgdagar på Island inkluderar Nyårsdagen (1 januari), Första sommardagen (24 april), Arbetarnas dag (1 maj), Självständighetsdagen (17 juni), Handelsdagen (4 augusti), Julafton (24 december), Juldagen (25 december) och Annandag jul (26 december). Rörliga helgdagar är Skärtorsdag, Långfredag, Annandag påsk, Kristi himmelsfärdsdag, Pingstdagen. Dessa varierar beroende på kalenderåret.

#### Matkultur
Det isländska köket präglas starkt av Islands geografiska läge. Fisk och skaldjur är den överlägset viktigaste delen, följt av får, lammkött och den isländska yoghurten skyr.

## Internationella rankningar
| Organisation                                | Undersökning                   | Rankning  |
| ------------------------------------------- | ------------------------------ | --------- |
| Heritage Foundation/The Wall Street Journal | Index of Economic Freedom 2019 | 11 av 180 |
| Reportrar utan gränser                      | Pressfrihetsindex 2019         | 14 av 180 |
| Transparency International                  | Korruptionsindex 2018          | 14 av 180 |
| FN:s utvecklingsprogram                     | Human Development Index 2018   | 6 av 189  |